# Avenue de la Belle-Gabrielle
L’avenue de la Belle-Gabrielle est une voie située en bordure du bois de Vincennes, en France.

## Situation et accès
L’avenue de la Belle-Gabrielle marque la limite orientale du bois de Vincennes. Une moitié de la chaussée est située sur le territoire de la ville de Paris, l'autre sur celui de Fontenay-sous-Bois (au nord) et de Nogent-sur-Marne (au sud).
En partant du nord, elle traverse la place du Général-Leclerc, carrefour de l'avenue de Nogent et de l'avenue Georges-Clemenceau, et passe l'avenue des Châtaigniers puis l'avenue des Merisiers.

## Origine du nom

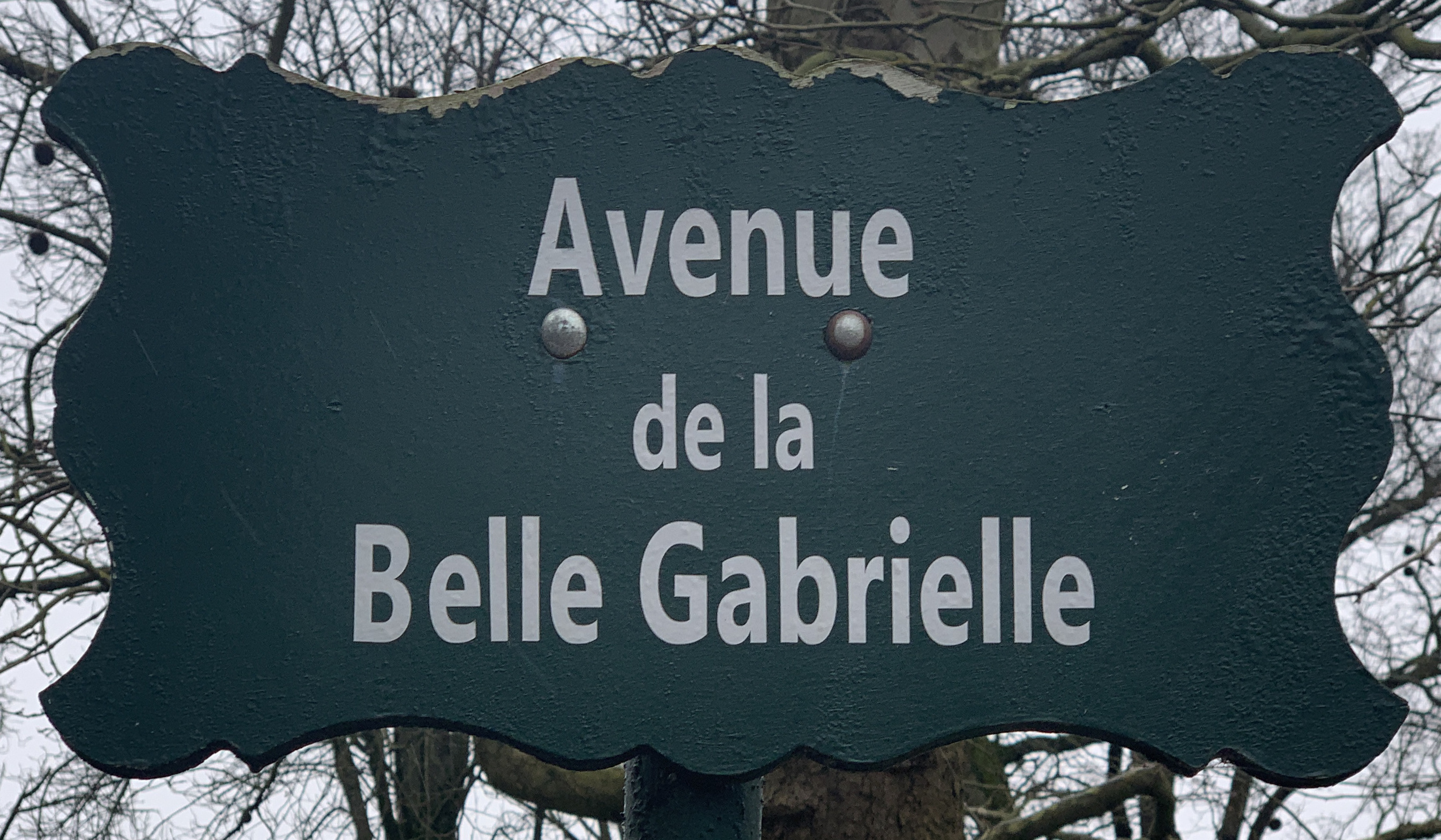
Plaque de l'avenue.

L’avenue tire son nom de celui de Gabrielle d’Estrées (1573-1599) qui fut la maîtresse d'Henri IV.

## Historique
L'avenue est tracée en 1859 en lisière du bois de Vincennes qui fait partie de la Ville de Paris depuis 1929 et à la limite des terrains retranchés de ce parc jusqu'à la ligne de Vincennes (actuel RER A) sur le territoire des communes de Fontenay-sous-Bois et de Nogent-sur-Marne depuis cette date. Ces terrains ont été vendus par lots à partir de 1859 pour construire des résidences d'après un cahier des charges rigoureux imposant la pose de grilles d'un modèle uniforme sur un socle en pierres de taille en bordure de l'avenue et interdisant toute activité commerciale (débit de boisson, hôtel etc.) ou industrielle.
Ce lotissement est actuellement un secteur résidentiel avec des belles maisons, certaines remplacées par des immeubles de standing, la plupart de ces propriétés restant bordées par les grilles d'origine.

## Bâtiments remarquables et lieux de mémoire
- No 31, avenue de la Belle-Gabrielle, à Nogent-sur-Marne : une des entrées du lycée Albert-de-Mun (lycée privé catholique).
- No 45, avenue de la Belle-Gabrielle, à Paris : jardin d'agronomie tropicale